# Setra S 515 HD
De Setra S 515 HD is een touringcarmodel, geproduceerd door de Duitse busfabrikant Setra. Dit model bus is in 2012 geïntroduceerd en verving in 2013 de Setra S 415 GT-HD.

## Inzet
Dit type bus wordt veelal ingezet bij touringcarbedrijven voor toerisme. In Luxemburg wordt de bus ingezet door enkele busbedrijven voor het openbaar vervoer.
| Land        | Bedrijf             | Serie         | Aantal | Inzet         | Opmerking                                                      |
| ----------- | ------------------- | ------------- | ------ | ------------- | -------------------------------------------------------------- |
| Luxemburg   | Demy Schandeler     | DC1021        | 1      | Streekvervoer | "Bull Grey Edition"                                            |
| Luxemburg   | Demy Schandeler     | DC1025        | 1      | Streekvervoer | "Madagaskar Orange Edition"                                    |
| Luxemburg   | Demy Schandeler     | DC1027        | 1      | Streekvervoer | "Ring of Kerry Edition"                                        |
| Luxemburg   | Voyages Emile Weber | 513           | 1      | Streekvervoer |                                                                |
| Luxemburg   | Voyages Emile Weber | 523-527       | 5      | Streekvervoer |                                                                |
| Luxemburg   | Voyages Huberty     | HU3015        | 1      | Streekvervoer |                                                                |
| Luxemburg   | Voyages Sales Lentz | SL1857        | 1      | Streekvervoer |                                                                |
| Luxemburg   | Voyages Sales Lentz | SL2857        | 1      | Streekvervoer |                                                                |
| Luxemburg   | Voyages Vandivinit  | VV2018        | 1      | Streekvervoer |                                                                |
| Luxemburg   | Voyages Vandivinit  | VV2020        | 1      | Streekvervoer |                                                                |
| Luxemburg   | Voyages Vandivinit  | VV2043-VV2044 | 2      | Streekvervoer |                                                                |
| Nederland   | Besseling Travel    | 15            | 1      | Tourvervoer   |                                                                |
| Nederland   | Besseling Travel    | 24            | 1      | Tourvervoer   | Draagt de roze kleurstelling van EF Education First.           |
| Zwitserland | Blaguss             | 50303         | 1      | Tourvervoer   | Eerste bus uit een bestelling van 100 bussen uit de 500-class. |
| Zwitserland | Gössi Carreisen     | ?             | 2      | Tourvervoer   |                                                                |
| Zwitserland | Marti               | BE 527203     | 1      | Tourvervoer   |                                                                |

## Verwante bustypen

### TopClass
- S 431 DT - 14 meter uitvoering (3 assen, dubbeldeks)
- S 515 HDH - 12 meter uitvoering (3 assen)
- S 516 HDH - 13 meter uitvoering (3 assen)
- S 517 HDH - 14 meter uitvoering (3 assen)
- S 531 DT - 14 meter uitvoering (3 assen, dubbeldeks)

### MultiClass
- S 510 LE - 11 meter lage instap uitvoering (2 assen)
- S 515 LE - 12 meter lage instap uitvoering (2 assen)
- S 516 LE - 13 meter lage instap uitvoering (2 assen)
- S 518 LE - 14 meter lage instap uitvoering (3 assen)

### ComfortClass
- S 511 HD - 11 meter verhoogde uitvoering (2 assen)
- S 515 MD - 12 meter uitvoering (2 assen)
- S 516 HD - 13 meter verhoogde uitvoering (3 assen)
- S 516 HD/2 - 13 meter verhoogde uitvoering (2 assen)
- S 516 MD - 13 meter uitvoering (3 assen)
- S 517 HD - 14 meter verhoogde uitvoering (3 assen)
- S 519 HD - 15 meter verhoogde uitvoering (3 assen)